# Finland op de Olympische Zomerspelen 2020
Finland was een van de deelnemende landen aan de Olympische Zomerspelen 2020 in Tokio, Japan.

## Atleten
Hieronder volgt een overzicht van de atleten die namens Finland deelnamen aan de Olympische Zomerspelen 2020.
| sport        | mannen | vrouwen | totaal |
| ------------ | ------ | ------- | ------ |
| Atletiek     | 9      | 12      | 21     |
| Badminton    | 1      | 0       | 1      |
| Boksen       | 0      | 1       | 1      |
| Boogschieten | 1      | 0       | 1      |
| Golf         | 2      | 2       | 4      |
| Paardensport | 1      | 0       | 1      |
| Schietsport  | 2      | 1       | 3      |
| Skateboarden | 0      | 1       | 1      |
| Zeilen       | 2      | 3       | 5      |
| Worstelen    | 2      | 0       | 2      |
| Zwemmen      | 2      | 3       | 5      |
| totaal       | 22     | 23      | 45     |

## Sporten

### Atletiek
Mannen
Loopnummers
| atleet          | onderdeel           | series  | series | kwartfinale | kwartfinale | halve finale | halve finale | finale         | finale         |
| atleet          | onderdeel           | tijd    | rang   | tijd        | rang        | tijd         | rang         | tijd           | rang           |
| --------------- | ------------------- | ------- | ------ | ----------- | ----------- | ------------ | ------------ | -------------- | -------------- |
| Elmo Lakka      | 110 m horden        | 13,48   | 5 q    | n.v.t.      | n.v.t.      | 13,67        | 7            | niet geplaatst | niet geplaatst |
| Topi Raitanen   | 3000 m steeplechase | 8.19,17 | 2 Q    | n.v.t.      | n.v.t.      | n.v.t.       | n.v.t.       | 8.17,44        | 8              |
| Jarkko Kinnunen | 50 km snelwandelen  | n.v.t.  | n.v.t. | n.v.t.      | n.v.t.      | n.v.t.       | n.v.t.       | 4:04.28        | 26             |
| Aleksi Ojala    | 50 km snelwandelen  | n.v.t.  | n.v.t. | n.v.t.      | n.v.t.      | n.v.t.       | n.v.t.       | 4:14.02        | 38             |
| Aku Partanen    | 50 km snelwandelen  | n.v.t.  | n.v.t. | n.v.t.      | n.v.t.      | n.v.t.       | n.v.t.       | 3:52.39        | 9              |

Technische nummers
| atleet          | onderdeel   | kwalificaties | kwalificaties | finale         | finale         |
| atleet          | onderdeel   | afstand       | rang          | afstand        | rang           |
| --------------- | ----------- | ------------- | ------------- | -------------- | -------------- |
| Lassi Etelätalo | speerwerpen | 84,50         | 5 Q           | 83,28          | 8              |
| Oliver Helander | speerwerpen | 78,81         | 17            | niet geplaatst | niet geplaatst |
| Toni Kussela    | speerwerpen | 76,96         | 26            | niet geplaatst | niet geplaatst |
| Kristian Pulli  | verspringen | 7,96          | 12 q          | 7,92           | 9              |

Vrouwen
Loopnummers
| atlete           | onderdeel    | series     | series | kwartfinale | kwartfinale | halve finale   | halve finale   | finale         | finale         |
| atlete           | onderdeel    | tijd       | rang   | tijd        | rang        | tijd           | rang           | tijd           | rang           |
| ---------------- | ------------ | ---------- | ------ | ----------- | ----------- | -------------- | -------------- | -------------- | -------------- |
| Reetta Hurske    | 100 m horden | 13,10      | 6      | n.v.t.      | n.v.t.      | niet geplaatst | niet geplaatst | niet geplaatst | niet geplaatst |
| Annimari Korte   | 100 m horden | 13,06      | 5      | n.v.t.      | n.v.t.      | niet geplaatst | niet geplaatst | niet geplaatst | niet geplaatst |
| Sara Kuivisto    | 800 m        | 2.00,15 NR | 4 q    | n.v.t.      | n.v.t.      | 1.59,41 NR     | 6              | niet geplaatst | niet geplaatst |
| Sara Kuivisto    | 1500 m       | 4.04,10 NR | 4 Q    | n.v.t.      | n.v.t.      | 4.02,35 NR     | 7              | niet geplaatst | niet geplaatst |
| Viivi Lehikoinen | 400 m horden | 55,67      | 5      | n.v.t.      | n.v.t.      | niet geplaatst | niet geplaatst | niet geplaatst | niet geplaatst |

Technische nummers
| atleet           | onderdeel            | kwalificaties       | kwalificaties       | finale         | finale         |
| atleet           | onderdeel            | afstand             | rang                | afstand        | rang           |
| ---------------- | -------------------- | ------------------- | ------------------- | -------------- | -------------- |
| Ella Junnila     | hoogspringen         | 1,86                | 22                  | niet geplaatst | niet geplaatst |
| Silja Kosonen    | kogelslingeren       | 70,49               | 14                  | niet geplaatst | niet geplaatst |
| Krista Tervo     | kogelslingeren       | geen geldige poging | geen geldige poging | niet geplaatst | niet geplaatst |
| Elina Lampela    | polsstokhoogspringen | geen geldige poging | geen geldige poging | niet geplaatst | niet geplaatst |
| Wilma Murto      | polsstokhoogspringen | 4,55                | 8 q                 | 4,50           | 5              |
| Kristiina Mäkelä | hink-stap-springen   | 14,21               | 12 q                | 14,17          | 11             |
| Senni Salminen   | hink-stap-springen   | 14,20               | 13                  | niet geplaatst | niet geplaatst |

Meerkamp
| atlete           | onderdeel | onderdeel | 100 h | hs   | ks    | 200 m | vs   | sw    | 800 m   | totaal | rang |
| ---------------- | --------- | --------- | ----- | ---- | ----- | ----- | ---- | ----- | ------- | ------ | ---- |
| Maria Huntington | zevenkamp | res.      | 13,20 | 1,80 | 12,94 | 24,50 | 6,10 | 42,91 | 2.19,28 | 6135   | 17   |
| Maria Huntington | zevenkamp | pnt.      | 1094  | 978  | 694   | 933   | 880  | 723   | 833     | 6135   | 17   |

### Badminton
Mannen
| atleet         | onderdeel | groepsfase                | groepsfase                | groepsfase           | groepsfase | eliminatie           | kwartfinale          | halve finale         | finale / BM          | finale / BM |
| atleet         | onderdeel | tegenstander uitslag      | tegenstander uitslag      | tegenstander uitslag | rang       | tegenstander uitslag | tegenstander uitslag | tegenstander uitslag | tegenstander uitslag | rang        |
| -------------- | --------- | ------------------------- | ------------------------- | -------------------- | ---------- | -------------------- | -------------------- | -------------------- | -------------------- | ----------- |
| Kalle Koljonen | enkelspel | L Wraber W (21–13, 21–17) | V Axelsen V (9-21, 13-21) | n.v.t.               | 2          | niet geplaatst       | niet geplaatst       | niet geplaatst       | niet geplaatst       | 15          |

### Boksen
Vrouwen
| atlete        | onderdeel    | eerste ronde         | tweede ronde         | kwartfinale          | halve finale         | finale               | rang  |
| atlete        | onderdeel    | tegenstander uitslag | tegenstander uitslag | tegenstander uitslag | tegenstander uitslag | tegenstander uitslag | rang  |
| ------------- | ------------ | -------------------- | -------------------- | -------------------- | -------------------- | -------------------- | ----- |
| Mira Potkonen | lichtgewicht | Hamadouche W 3–1     | Oh W 4-1             | Yıldız W 3-2         | Ferreira V 0-5       | niet geplaatst       | Brons |

### Boogschieten
Mannen
| atleet         | onderdeel   | plaatsingsronde | plaatsingsronde | eerste ronde         | tweede ronde         | derde ronde          | kwartfinale          | halve finale         | finale / BM          | finale / BM |
| atleet         | onderdeel   | score           | rang            | tegenstander uitslag | tegenstander uitslag | tegenstander uitslag | tegenstander uitslag | tegenstander uitslag | tegenstander uitslag | rang        |
| -------------- | ----------- | --------------- | --------------- | -------------------- | -------------------- | -------------------- | -------------------- | -------------------- | -------------------- | ----------- |
| Antti Vikström | individueel | 649             | 45              | K A Mohamad V 5 – 6  | niet geplaatst       | niet geplaatst       | niet geplaatst       | niet geplaatst       | niet geplaatst       | 33          |

### Golf
Mannen
| atleet        | onderdeel | eerste ronde | tweede ronde | derde ronde | vierde ronde | totaal | totaal | totaal |
| atleet        | onderdeel | score        | score        | score       | score        | score  | par    | rang   |
| ------------- | --------- | ------------ | ------------ | ----------- | ------------ | ------ | ------ | ------ |
| Kalle Samooja | mannen    | 75           | 68           | 70          | 67           | 280    | −4     | T45    |
| Sami Välimäki | mannen    | 70           | 70           | 68          | 67           | 275    | −9     | T27    |

Vrouwen
| atlete          | onderdeel | eerste ronde | tweede ronde | derde ronde | vierde ronde | totaal | totaal | totaal |
| atlete          | onderdeel | score        | score        | score       | score        | score  | par    | rang   |
| --------------- | --------- | ------------ | ------------ | ----------- | ------------ | ------ | ------ | ------ |
| Matilda Castren | vrouwen   | 68           | 70           | 68          | 70           | 276    | −8     | T18    |
| Sanna Nuutinen  | vrouwen   | 70           | 68           | 69          | 70           | 277    | −7     | T20    |

### Paardensport

#### Dressuur
| ruiter       | paard     | onderdeel   | Grand Prix | Grand Prix | Grand Prix Freestyle | Grand Prix Freestyle | totaal         | totaal         |
| ruiter       | paard     | onderdeel   | score      | rang       | technisch            | artistiek            | score          | rang           |
| ------------ | --------- | ----------- | ---------- | ---------- | -------------------- | -------------------- | -------------- | -------------- |
| Henri Ruoste | Kontestro | individueel | 64,674     | 52         | niet geplaatst       | niet geplaatst       | niet geplaatst | niet geplaatst |

### Schietsport
Mannen
| atleet          | onderdeel | kwalificaties | kwalificaties | finale         | finale         |
| atleet          | onderdeel | punten        | rang          | punten         | rang           |
| --------------- | --------- | ------------- | ------------- | -------------- | -------------- |
| Eetu Kallioinen | skeet     | 123           | 3 Q           | 36             | 4              |
| Lari Pesonen    | skeet     | 114           | 28            | niet geplaatst | niet geplaatst |

Vrouwen
| atlete              | onderdeel | kwalificaties | kwalificaties | finale         | finale         |
| atlete              | onderdeel | punten        | rang          | punten         | rang           |
| ------------------- | --------- | ------------- | ------------- | -------------- | -------------- |
| Satu Mäkelä-Nummela | trap      | 113           | 24            | niet geplaatst | niet geplaatst |

### Skateboarden
Vrouwen
| atlete         | onderdeel | kwalificaties | kwalificaties | finale         | finale         |
| atlete         | onderdeel | punten        | rang          | punten         | rang           |
| -------------- | --------- | ------------- | ------------- | -------------- | -------------- |
| Lizzie Armanto | park      | 30,01         | 14            | niet geplaatst | niet geplaatst |

### Worstelen
Mannen
Grieks-Romeins
| atleet          | onderdeel | eerste ronde         | kwartfinale          | halve finale         | herkansing           | finale / BM          | finale / BM |
| atleet          | onderdeel | tegenstander uitslag | tegenstander uitslag | tegenstander uitslag | tegenstander uitslag | tegenstander uitslag | rang        |
| --------------- | --------- | -------------------- | -------------------- | -------------------- | -------------------- | -------------------- | ----------- |
| Arvi Savolainen | −97 kg    | Rosillo W 3-1        | Aleksanjan V 1-5     | niet geplaatst       | Dzhuzupbekov W 4-1   | Saravi V 2-9         | 5           |
| Elias Kuosmanen | −130 kg   | Kajaia V 0-9         | niet geplaatst       | niet geplaatst       | Semenov V 0-11       | niet geplaatst       | 16          |

### Zeilen
Mannen
| atleet        | onderdeel | race | race | race | race | race | race | race | race | race | race | race   | race   | race | netto punten | eindnotering |
| atleet        | onderdeel | 1    | 2    | 3    | 4    | 5    | 6    | 7    | 8    | 9    | 10   | 11     | 12     | M    | netto punten | eindnotering |
| ------------- | --------- | ---- | ---- | ---- | ---- | ---- | ---- | ---- | ---- | ---- | ---- | ------ | ------ | ---- | ------------ | ------------ |
| Kaarle Tapper | Laser     | 2    | 3    | 14   | 11   | 8    | 29   | 36   | 8    | 6    | 12   | n.v.t. | n.v.t. | 16   | 109          | 9            |

Vrouwen
| atlete             | onderdeel    | race | race | race | race | race | race | race | race | race | race | race   | race   | race           | netto punten | eindnotering |
| atlete             | onderdeel    | 1    | 2    | 3    | 4    | 5    | 6    | 7    | 8    | 9    | 10   | 11     | 12     | M              | netto punten | eindnotering |
| ------------------ | ------------ | ---- | ---- | ---- | ---- | ---- | ---- | ---- | ---- | ---- | ---- | ------ | ------ | -------------- | ------------ | ------------ |
| Tuuli Petäjä-Sirén | RS:X         | 11   | 15   | 18   | 6    | 11   | 13   | 10   | 11   | 12   | 22   | 12     | 11     | niet geplaatst | 130          | 14           |
| Tuula Tenkanen     | Laser Radial | 9    | 6    | 14   | 33   | 5    | 3    | 6    | 3    | 32   | 9    | n.v.t. | n.v.t. | 8              | 95           | 5            |

Gemengd
| atleet                        | onderdeel | race | race | race | race | race | race | race | race | race | race | race | race | race           | netto punten | eindnotering |
| atleet                        | onderdeel | 1    | 2    | 3    | 4    | 5    | 6    | 7    | 8    | 9    | 10   | 11   | 12   | M              | netto punten | eindnotering |
| ----------------------------- | --------- | ---- | ---- | ---- | ---- | ---- | ---- | ---- | ---- | ---- | ---- | ---- | ---- | -------------- | ------------ | ------------ |
| Akseli Keskinen Sinem Kurtbay | Nacra 17  | 16   | 9    | 19   | 13   | 14   | 9    | 18   | 8    | 12   | 11   | 9    | 12   | niet geplaatst | 131          | 13           |

### Zwemmen
Mannen
| atleet              | onderdeel        | series  | series | halve finale   | halve finale   | finale         | finale         |
| atleet              | onderdeel        | tijd    | rang   | tijd           | rang           | tijd           | rang           |
| ------------------- | ---------------- | ------- | ------ | -------------- | -------------- | -------------- | -------------- |
| Ari-Pekka Liukkonen | 50 m vrije slag  | 22,25   | 26     | niet geplaatst | niet geplaatst | niet geplaatst | niet geplaatst |
| Ari-Pekka Liukkonen | 100 m vrije slag | 50,48   | 46     | niet geplaatst | niet geplaatst | niet geplaatst | niet geplaatst |
| Matti Mattsson      | 100 m schoolslag | 1.00,02 | 21     | niet geplaatst | niet geplaatst | niet geplaatst | niet geplaatst |
| Matti Mattsson      | 200 m schoolslag | 2.08,44 | 3 Q    | 2.08,22        | 5 Q            | 2.07,13        | Brons          |

Vrouwen
| atlete           | onderdeel        | series  | series | halve finale   | halve finale   | finale         | finale         |
| atlete           | onderdeel        | tijd    | rang   | tijd           | rang           | tijd           | rang           |
| ---------------- | ---------------- | ------- | ------ | -------------- | -------------- | -------------- | -------------- |
| Ida Hulkko       | 100 m schoolslag | 1.06,19 | 7 Q    | 1.07,02        | 12             | niet geplaatst | niet geplaatst |
| Mimosa Jallow    | 100 m rugslag    | 1.00,06 | 17     | niet geplaatst | niet geplaatst | niet geplaatst | niet geplaatst |
| Fanny Teijonsalo | 50 m vrije slag  | 24,77   | 17 Q   | 24,91          | 15             | niet geplaatst | niet geplaatst |
| Fanny Teijonsalo | 100 m vrije slag | 54,69   | 23     | niet geplaatst | niet geplaatst | niet geplaatst | niet geplaatst |